# Guémené-sur-Scorff
Guémené-sur-Scorff település Franciaországban, Morbihan megyében. Lakosainak száma 1136 fő (2022. január 1.). Guémené-sur-Scorff Ploërdut és Locmalo községekkel határos.

## Népesség
A település népességének változása:
| Lakosok száma | 1831 | 1555 | 1332 | 1235 | 1131 | 1103 | 1061 | 1060 | 1059 | 1136 |
|               | 1968 | 1982 | 1990 | 2006 | 2013 | 2015 | 2017 | 2019 | 2020 | 2022 |